# ويكيبيديا السردينية

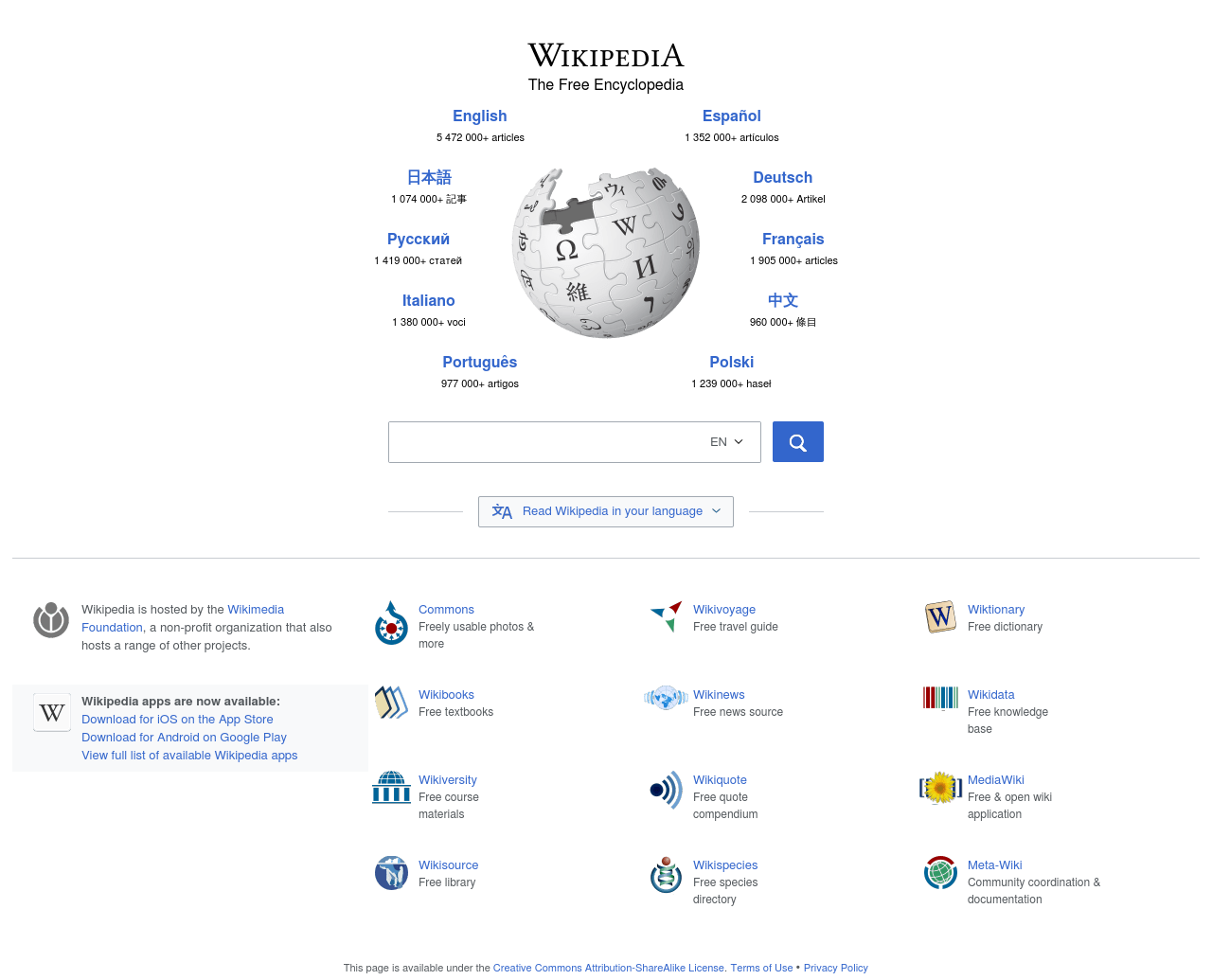
صورة من البوابة الرئيسية لويكبيديا تظهر الإصدارات اللغوية المختلفة مرتبة حسب عدد المقالات.

ويكيبيديا السردينية (السردينية: Bichipedia Sarda)، هي إصدار باللغة السردينية لموسوعة ويكيبيديا ضمن مشروع ويكيميديا، ذات نظام كتابة لاتيني ورمز كودها الويكيبيدي معرَّف ب(sc). واللغة السردينية هي لغة محكية في نطاق جزيرة سردينيا بإيطاليا. وتعتبر من ضمن اللغات الرومانسية.

## أرقام وإحصاءات
في إحصاءات 9 من نونبر 2015، كانت ويكيبديا السردينية تحتوى على 5,084 مقالة، و151,697 تعديل و 9,488 مستخدم مسجل بينهم 28 مستخدما نشيطا فقط، وإداريان، وتم تحميل 178 ملفا فيها، وتحتل المرتبة 28 في العمق.
| عدد المستخدمين المسجلين | عدد المستخدمين النشيطين | عدد المقالات | صفحات المحتوى | عدد التعديلات | عدد الملفات المرفوعة | عدد الإداريين |
| ----------------------- | ----------------------- | ------------ | ------------- | ------------- | -------------------- | ------------- |
| 26٬731                  | 40                      | 7٬673        | 17٬342        | 185٬496       | 157                  | 4             |